# Cladrastis platycarpa
Cladrastis platycarpa är en ärtväxtart som först beskrevs av Carl Maximowicz, och fick sitt nu gällande namn av Tomitaro Makino. Cladrastis platycarpa ingår i släktet Cladrastis och familjen ärtväxter. Inga underarter finns listade i Catalogue of Life.

## Bildgalleri

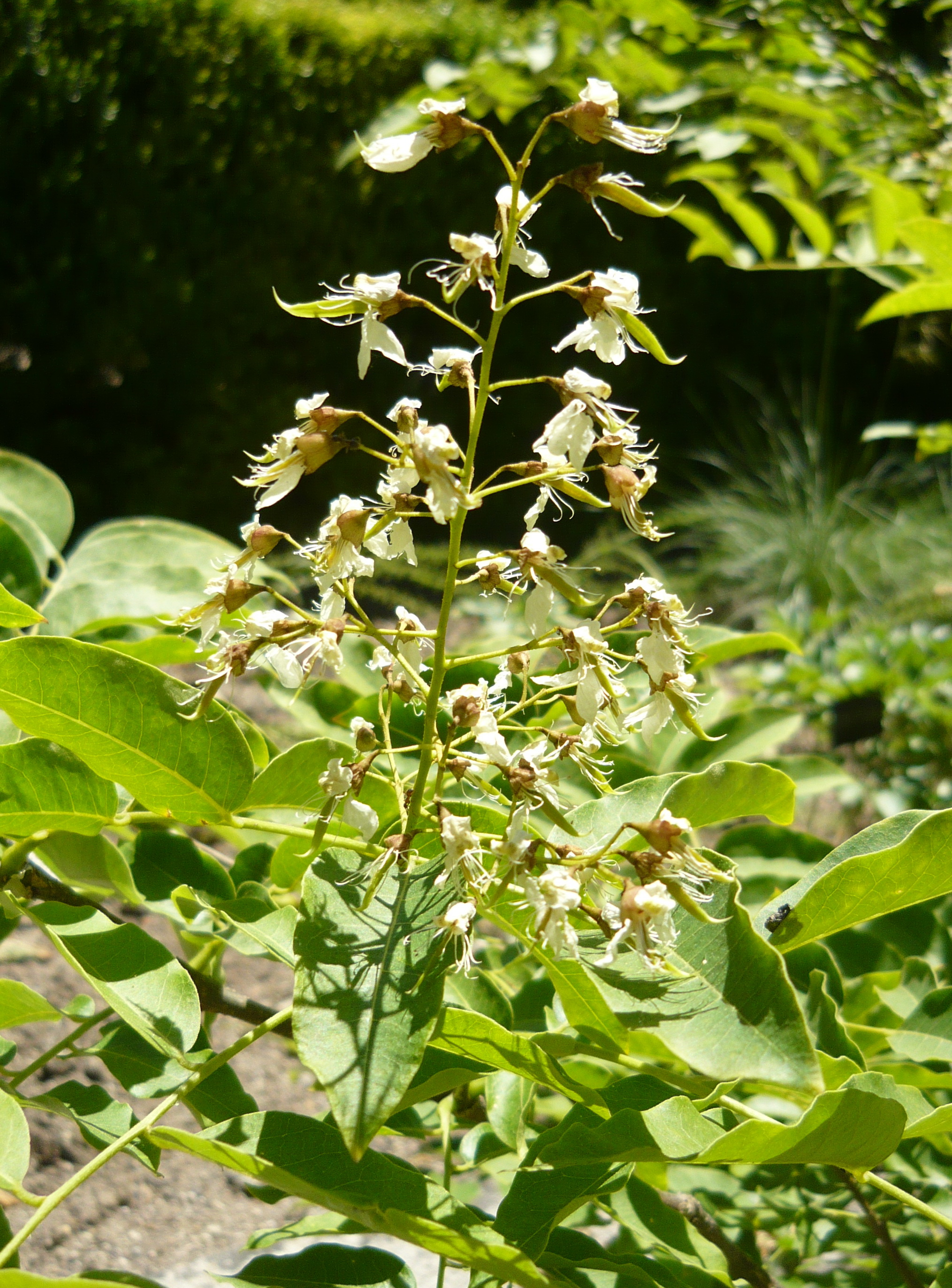
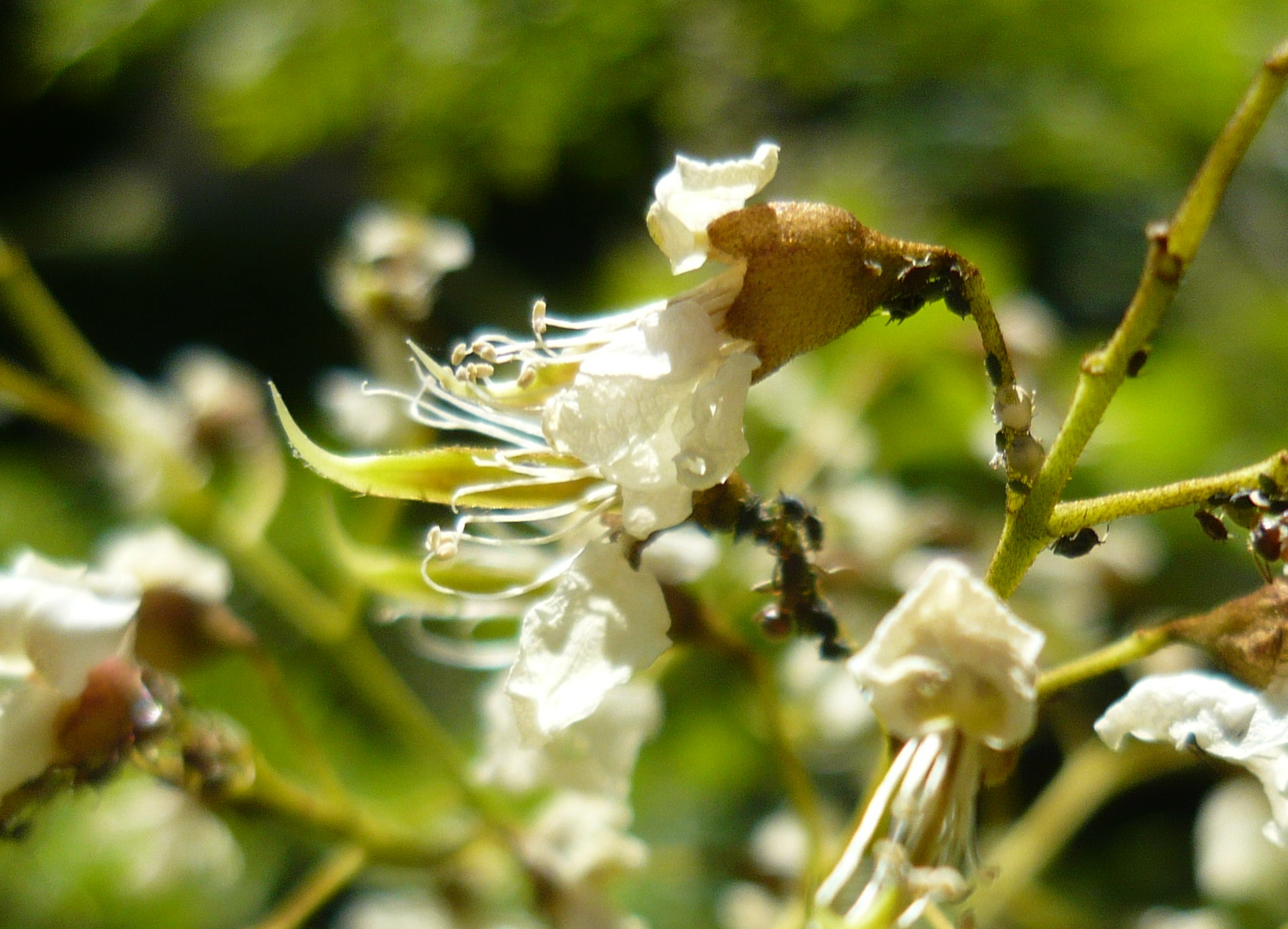